# Yucca coahuilensis
Yucca coahuilensis là một loài thực vật có hoa trong họ Măng tây. Loài này được Matuda & I.L.Pina miêu tả khoa học đầu tiên năm 1980.

## Hình ảnh

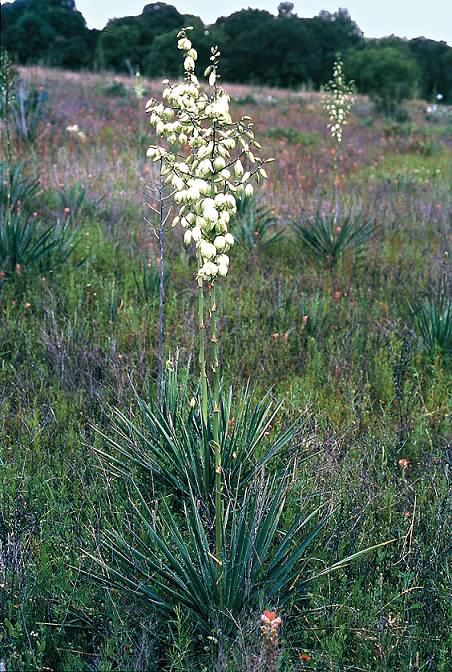
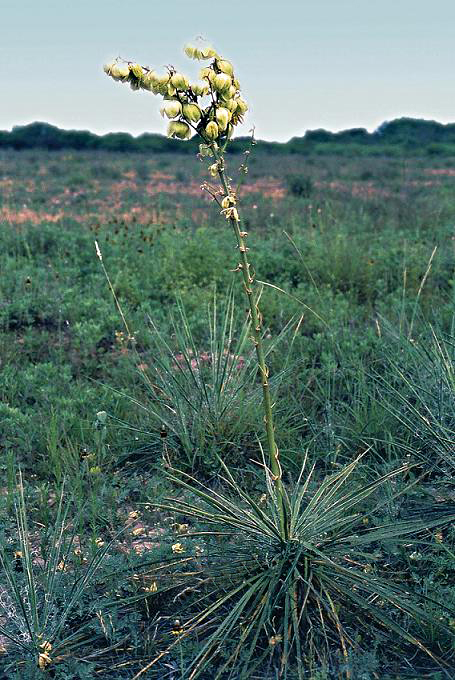
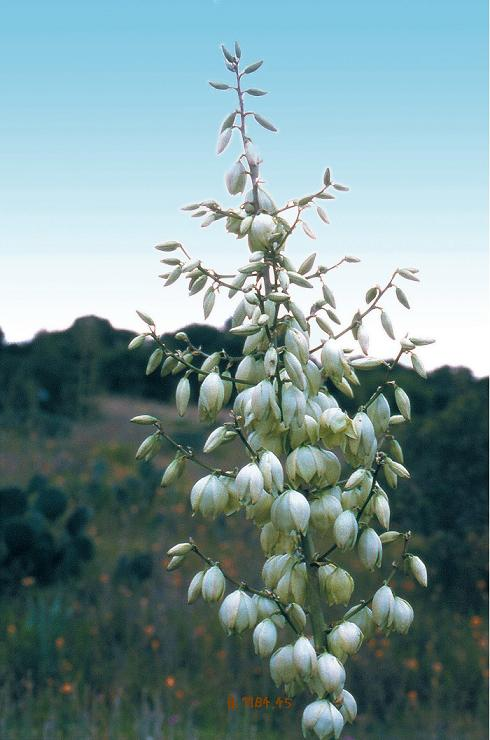